# Erville Alderson
Pour les articles homonymes, voir Alderson.
Erville Alderson (11 septembre 1882 – 4 août 1957) est un acteur américain né à Kansas City, Missouri, et mort à Glendale, Californie. Il apparaît dans presque 200 films entre 1918 et 1957.

## Filmographie partielle
- 1924 : Isn't Life Wonderful de D. W. Griffith
- 1925 : Sally, fille de cirque de D. W. Griffith
- 1927 : La Vallée des géants (The Valley of the Giants) de Charles Brabin
- 1927 : The Fortune Hunter de Charles Reisner
- 1927 : The Heart of Maryland de Lloyd Bacon
- 1927 : Minuit à Chicago (The Girl from Chicago) de Ray Enright
- 1928 : L'Insoumise (Fazil) de Howard Hawks
- 1929 : Speakeasy de Benjamin Stoloff
- 1929 : Acquitted de Frank R. Strayer
- 1930 : Redemption de Fred Niblo
- 1930 : Adios (The Lash) de Frank Lloyd
- 1931 : Arrowsmith de John Ford
- 1932 : Ombres vers le sud (The Cabin in the Cotton) de Michael Curtiz
- 1932 : Le Treizième Invité (The Thirteenth Guest) d'Albert Ray
- 1933 : Houp là (Hoop-La) de Frank Lloyd
- 1934 : L'Impératrice rouge (The Scarlet Empress) de Josef von Sternberg
- 1935 : Poursuite (Pursuit) d'Edwin L. Marin
- 1935 : L'Évadée (Woman Wanted) de George B. Seitz
- 1935 : Seven Keys to Baldpate de William Hamilton et Edward Killy
- 1935 : La Jolie Batelière (The Farmer Takes a Wife) de Victor Fleming
- 1936 : Educating Father de James Tinling
- 1937 : Deux Femmes (John Meade's Woman) de Richard Wallace
- 1939 : La Tragédie de la forêt rouge (Romance of The Redwoods) de Charles Vidor
- 1939 : Henry Goes Arizona de Edwin L. Marin
- 1939 : Nancy Drew... Trouble Shooter de William Clemens
- 1940 : La Piste de Santa Fe (Santa Fe Trail) de Michael Curtiz
- 1940 : Les Dalton arrivent (When the Daltons Rode) de George Marshall
- 1941 : Une femme à poigne (The Lady from Cheyenne) de Frank Lloyd
- 1941 : Le Chat noir (The Black Cat) de Albert S. Rogell
- 1942 : The Loves of Edgar Allan Poe de Harry Lachman
- 1943 : First Comes Courage de Dorothy Arzner
- 1944 : Quatre Flirts et un cœur (And the Angels Sing) de George Marshall
- 1945 : Le Grand Bill (Along Came Jones) de Stuart Heisler
- 1948 : Bodyguard de Richard Fleischer
- 1948 : Captif en mer (Kidnapped) de William Beaudine
- 1952 : L'Ivresse et l'amour (Something to Live For) de George Stevens